# Степаненко, Валерий Валерьевич
Валерий Валерьевич Степаненко (19 октября 1998, Курахово, Марьинский район, Донецкая область) — украинский футболист, защитник.

## Биография
Воспитанник футбольной школы «Олимпик» (Донецк). В 2014 году перешёл в ДВУФК (Днепропетровск). Затем играл за младшие команды «Александрии», провёл в общей сложности 5 матчей в первенствах среди 19-летних и 21-летних. В 2016 году выступал в любительских соревнованиях за «Заря-Черкасский Днепр-2» (Черкассы).
В профессиональном футболе дебютировал в сентябре 2016 года в клубе второй лиги Украины «Подолье» (Хмельницкий). Всего за два сезона сыграл 35 матчей и забил 2 гола за «Подолье» во второй лиге. По окончании сезона 2017/18 разорвал контракт с клубом по соглашению сторон. Летом 2018 года перешёл в «Оболонь-Бровар», где не смог закрепиться в основном составе. В сезоне 2018/19 сыграл только 5 матчей (1 гол) в первой лиге и одну игру в Кубке Украины, осенью следующего сезона провёл только один кубковый матч за основу и регулярно выступал за дубль во второй лиге.
В марте 2020 года перешёл в молдавский клуб «Сфынтул Георге». Дебютировал в высшем дивизионе Молдавии 4 июля 2020 года в матче против «Кодру Лозова». Всего в осенней части сезона 2020/21 сыграл 8 матчей в чемпионате и одну игру в Лиге Европы. В апреле 2021 года перешёл в клуб первой лиги Казахстана «Махтаарал», которому помог выйти в высший дивизион со второго места. В феврале 2022 года перешёл в таллинский «Калев», играющий в высшей лиге Эстонии.